# Правдино (Крым)
Пра́вдино (до 1948 года Ак-Таш; укр. Правдине, крымскотат. Aq Taş, Акъ Таш) — исчезнувшее село в Джанкойском районе Республики Крым, располагавшееся на западе района, в степной части Крыма, у границы с Красноперекопским районом, примерно в 3,5 км к юго-западу от современного села Источное.

### Динамика численности населения
- 1892 год — 0 чел.[5]
- 1900 год — 9 чел.[6]
- 1915 год — 46/20 чел.[7][8]
- 1926 год — 72 чел.[9]
- 1939 год — 157 чел.[10]

## История
Согласно энциклопедическому словарю «Немцы России», немецкое лютеранское поселение было основано в 1861 году, как товарищество Вальца и Кайзера, выходцами из беловежских колоний. В «Памятной книге Таврической губернии 1889 года», по результатам Х ревизии, оно ещё не значится, а в «…Памятной книжке Таврической губернии на 1892 год» в сведениях о Богемской волости Перекопского уезда никаких данных о деревне, кроме названия, не приведено. По «…Памятной книжке Таврической губернии на 1900 год» в экономии Акташ числилось 9 жителей в 3 дворах. По Статистическому справочнику Таврической губернии. Ч.II-я. Статистический очерк, выпуск пятый Перекопский уезд, 1915 год, в деревне Ак-Таш (товарищество Вальца и Кайзера) Богемской волости Перекопского уезда числилось 7 дворов (все дворы с землёй) с немецким населением в количестве 46 человек приписных жителей и 20 — «посторонних», из которых 33 мужчины и 33 женщины. Жители владели 1967 десятинами удобной земли. В хозяйствах имелось 94 лошади, 103 вола, 45 коров и 240 голов мелкого скота.
После установления в Крыму Советской власти, по постановлению Крымревкома от 8 января 1921 года № 206 «Об изменении административных границ» была упразднена волостная система и в составе Джанкойского уезда был создан Джанкойский район. В 1922 году уезды преобразовали в округа. 11 октября 1923 года, согласно постановлению ВЦИК, в административное деление Крымской АССР были внесены изменения, в результате которых округа были ликвидированы, основной административной единицей стал Джанкойский район и село включили в его состав. Согласно Списку населённых пунктов Крымской АССР по Всесоюзной переписи 17 декабря 1926 года, село Ак-Таш, с 11 дворами, населением 72 человека, из которых было 56 немцев, 6 греков, 9 украинцев и 1 русский, входил в состав Чокракского сельсовета Джанкойского района. По данным всесоюзная перепись населения 1939 года в селе проживало 157 человек. Вскоре после начала Великой Отечественной войны, 18 августа 1941 года крымские немцы были выселены, сначала в Ставропольский край, а затем в Сибирь и северный Казахстан.
После освобождения Крыма от нацистов в апреле, 12 августа 1944 года было принято постановление № ГОКО-6372с «О переселении колхозников в районы Крыма» и в сентябре 1944 года в район приехали первые новоселы (27 семей) из Каменец-Подольской и Киевской областей, а в начале 1950-х годов последовала вторая волна переселенцев из различных областей Украины. С 25 июня 1946 года селение в составе Крымской области РСФСР.
Указом Президиума Верховного Совета РСФСР от 18 мая 1948 года, Ак-Таш переименовали в Правдино. 26 апреля 1954 года Крымская область была передана из состава РСФСР в состав УССР. Время включения в Новокрымский сельсовет пока не установлено: на 15 июня 1960 года посёлок уже числился в его составе. Правдино ликвидировано к 1968 году (согласно справочнику «Крымская область. Административно-территориальное деление на 1 января 1968 года» — в период с 1954 по 1968 годы).